# Hr.Ms. Douwe Aukes (1922)
De Hr.Ms. Douwe Aukes (ML 1, N 81) was een Nederlandse mijnenlegger van de Douwe Aukesklasse, gebouwd door de Schiedamse scheepswerf Gusto. Het schip was vernoemd naar de 17de-eeuwse Nederlands zeeheld Douwe Aukes.

## De Douwe Aukes tijdens de Tweede Wereldoorlog
De Douwe Aukes vluchtte op 14 mei 1940 naar het Verenigd Koninkrijk. Tijdens de overtocht pikte de Douwe Aukes een deel van de overlevenden op van de gezonken Johan Maurits van Nassau. In eerste instantie werd het schip in Falmouth gestationeerd, waar ook de Nederlandse mijnenvegers Van Meerlant en Medusa lagen. Commandant was toen luitenant-ter-zee eerste klasse J. Ruitenschild. Later werd het schip in Sheerness gestationeerd. Op 29 april 1941 werd het schip uitgeleend aan de Britse marine, die het schip gebruikte als luchtafweerschip aan de Engelse oostkust. In 1945 werd de Douwe Aukes teruggegeven aan de Nederlandse marine. De Douwe Aukes was een van de Nederlandse schepen die actief deelnam tijdens de landing op Normandië.

## De Douwe Aukes na de Tweede Wereldoorlog
Na de Tweede Wereldoorlog werd de Douwe Aukes als depotschip verbonden aan de mijnendienst. Vanaf 1959 functioneerde het schip als logementsschip voor de mijnendienst in Hellevoetsluis.